# André Magnée
André Magnée (Luik, 3 mei 1930 - Luik, 2 februari 1988) was een Belgisch syndicalist, politicus en Waals militant. 

## Levensloop
Als 16-jarige ging hij aan de slag als leerjongen bij FN Herstal in Herstal. Magnée werd snel vakbondsafgevaardigde en vervolgens voorzitter van de afdeling van het ACV bij FN - tot 1963. Dat jaar werd hij permanent vertegenwoordiger van het ACV in de regio Herstal-Basse-Meuse.
In 1965 werd hij voor de PSC verkozen tot lid van de Kamer van volksvertegenwoordigers voor het arrondissement Luik, wat hij bleef tot 1978 en waardoor hij vanaf 1971 tevens in de Franse Cultuurraad terechtkwam. Alhoewel hij er zich van bewust was dat er een economische gelijkheid tussen de gewesten moest nagestreefd worden, bleef hij gereserveerd tegenover het federalisme. Het voorstel van zijn collega Victor Barbeaux (eveneens van het ACW) lag hem beter. Hem werd gevraagd deel te nemen aan de vergaderingen van de Algemene Raad van  Rénovation wallonne, zoals Alfred Califice en André Lagasse, maar behield wel een zekere afstand ten opzichte van deze beweging. Magnée werd politiek secretaris van de PSC in 1970 en stelde dat zijn partij een grote overwinning had behaald bij de staatshervorming door het inschrijven van de alarmbelprocedure en de onomkeerbaarheid van de gewestvorming. Magnée antwoordde positief op de oproep van Leo Collard, voorzitter van de BSP, voor een progressieve frontvorming.